# Buenaventura Durruti
José Buenaventura Durruti Dumange (León, 14 luglio 1896 – Madrid, 20 novembre 1936) è stato un anarchico, sindacalista e rivoluzionario spagnolo, una delle figure centrali della guerra civile spagnola e della rivoluzione anarchica spagnola.

## Biografia
Buenaventura Durruti Dumange nasce nell'antica e fortemente conservatrice León, sede episcopale e capoluogo dell'omonima provincia. Suo padre e i suoi sette fratelli sono operai della ferrovia. Buenaventura, che a scuola si rivela un ottimo allievo, inizia a lavorare come meccanico all'età di quattordici anni e nel 1916 viene assunto dalla Compagnia ferroviaria della Spagna del Nord. Nel 1917 partecipa a uno sciopero dell'UGT (Unión General de Trabajadores) che verrà soffocato nel sangue dall'esercito. Durruti fugge in Francia, rimanendo a Parigi fino al 1920.
Dal 1920 è a Barcellona, in un momento di repressione terribile. Stringe con Francisco Ascaso, Gregorio Jover e García Oliver una salda amicizia che sarà spezzata soltanto dalla morte. I quattro costituiscono insieme un gruppo combattente di autodifesa. Nel 1923 sale al potere il dittatore Primo de Rivera e Durruti è costretto all'esilio in Francia, dove opera come membro del gruppo Los Solidarios, mentre continua a lavorare come meccanico alla Renault.
Nel 1924 si imbarca per Cuba. Non si hanno notizie certe sull'attività che svolge in questi anni anche in Sud America. Gli vengono attribuite numerose rapine in banca e, per effetto di un mandato di cattura internazionale, viene arrestato al suo ritorno a Parigi. Nel 1927 conosce la compagna della sua vita Emilienne Morin e nel 1928 viene espulso dalla Germania. Nel 1930 ottiene, finalmente, un permesso di soggiorno in Belgio, dove trascorre due anni di relativa tranquillità.
Nel frattempo in Spagna viene proclamata la seconda Repubblica e la CNT (Confederación Nacional del Trabajo), il sindacato anarchico, viene riformata. Durruti torna in Spagna e il 10 febbraio 1932, insieme a 104 suoi compagni, viene deportato nell'Africa spagnola occidentale. Torna in Spagna alla fine di novembre a seguito di uno sciopero generale della CNT. Segue un periodo caratterizzato da sollevazioni e scioperi, nel corso dei quali emergono grossi contrasti tra anarchici, socialisti e comunisti marxisti. La CNT opera in sinergia con la FAI (Federación Anarquista Ibérica).
Nel 1936 la sinistra vince le elezioni. In tutta la Spagna le truppe dell'esercito, comandate dai generali nazionalisti tra cui Franco, abbandonano le caserme tentando il golpe militare e a Barcellona si arriva allo scontro armato che porterà alla vittoria della CNT-FAI e, per la seconda volta in Europa, alla creazione di un'amministrazione autonoma anarco-sindacalista dopo l'esperienza rivoluzionaria dell'Ucraina di Nestor Makhno durata cinque anni dal 1918 al 1922.
Segue la guerra civile spagnola durante la quale gli anarchici sono sempre più pressati, non solo dagli oppositori fascisti, ma anche dai "controrivoluzionari" comunisti. Un commentatore scrive:
(Hans-Eric Kaminsky)
Il 20 novembre, durante l'assedio di Madrid, Durruti viene colpito a morte da una pallottola. Non fu mai chiaro se la pallottola fosse quella di un cecchino stalinista o franchista oppure fosse esplosa accidentalmente dalla propria arma (un mitra tedesco Schmeisser MP 28, facile alla partenza di raffiche accidentali se tenuto con l'otturatore armato, detto in Spagna naranjero (=spremiarance), come altri mitra solitamente di marca tedesca come l'Erma-Werke, tutti con caricatore laterale e cassa in legno). Il 17 dicembre del 1936 la Pravda scrive:
«In Catalogna l'epurazione dei trotzkisti e degli anarco-sindacalisti è già iniziata, viene condotta con la stessa energia usata in Unione Sovietica». 
Il "trifoglio nero", come recita il titolo di una famosa canzone dedicata ai tre grandi combattenti anarchici della guerra spagnola, ovvero Durruti, Ascaso e García Oliver, lottò per il popolo, per la resistenza contro il re Alfonso e contro la dittatura militare di Primo de Rivera. Durruti era considerato una figura importante di quella FAI che attaccò duramente il corso legalistico della CNT guidata da Macia. Attorno alla sua morte si rincorrono numerose voci che ne attribuiscono la responsabilità ai fascisti, ai comunisti fino al gruppo dei cosiddetti "Amigos de Durruti". Michail Kol'cov, poco prima della sua esecuzione in quanto trockista, aveva pubblicato sulla Pravda uno dei suoi originali articoli in cui faceva intendere un passaggio di Durruti tra i comunisti, cosa molto improbabile conoscendo la coerenza massima di Durruti alla causa dell'anarchia, in antitesi questa al comunismo di stampo marxista.
La tedesca Antonia Stern connette la morte di Durruti a quella di Hans Beimler, comandante del battaglione Edgar Andrè, che, secondo le indicazioni della Stern, sarebbe stato ucciso da un consigliere militare russo (nel caso di Durruti si tratterebbe di Santi). Il tedesco Beimler, come nel gennaio '37 l'italiano socialista e ardito del popolo Guido Picelli, sono stati molto probabilmente uccisi a tradimento da agenti staliniani per le loro posizioni non del tutto ossequienti alla linea del Comintern. Si ricorda anche la limpida figura di Camillo Berneri, notevole intellettuale anarchico lodigiano, ucciso anch'egli dai comunisti insieme all'anarchico calabrese Barbieri. In questo caso ci fu la rivendicazione dei comunisti, nonché la testimonianza della compagna del Barbieri.
Da alcuni anni, tuttavia, il sociologo e storico di orientamento libertario Hans Magnus Enzensberger sostiene possibile la tesi dell'incidente: a Madrid, in Plaza de la Moncloa, angolo col Parque del Oeste, a tiro delle posizioni fasciste, Durruti scende in fretta dall'auto in cui viaggiava con altri compagni e urta il proprio mitra sul predellino della vettura (le auto d'epoca avevano ampi poggiapiede) facendo partire una raffica a bruciapelo dal suo 'naranjero' al torace, che gli è fatale.

### Una caratteristica di Buenaventura Durruti
In alcuni casi i miliziani anarchici commisero violenze contro preti, persone ricche, presunti fascisti, non sempre giustificabili dallo stato di guerra. Ciò era dovuto al fatto che i tempi raccorciati del golpe franchista e le contromisure prese dagli antifascisti avevano fatto crescere un clima d'odio, soprattutto nei neofiti che combattevano contro Franco. Essi non percepivano ancora la differenza tra la violenza, come atto di difesa o di attacco in un momento bellico, e la violenza come vendetta inutile e controproducente per la causa dei miliziani antifascisti. Durruti cercò di impedire ai miliziani al suo comando tali violenze e tenne presso la Colonna anarchica Jesus Arnal Pena, prete cattolico che alcuni miliziani volevano fucilare proprio in quanto prete, anche se niente aveva a che spartire con i fascisti. Durruti, oltre a salvarlo, lo tenne con sé con un ruolo simile a segretario o, a meglio, come lo stesso Jesus Arnal Pena si definì, «scrivano della cancelleria della colonna»:
Testimonianza di Jesus Arnal Pena.